# آتن‌وایلر
آتِنوایلر (به آلمانی: Attenweiler) یک شهر در آلمان است که در بیبراخ واقع شده‌است. آتِنوایلر ۱٬۷۳۴ نفر جمعیت دارد.